# Лейтенант Бураков (миноносец)
«Лейтенант Бураков» — миноносец типа «Хай-Лун» Российского Императорского флота, бывший миноносец флота Империи Цин «Хай Хуа» («Морской цветок»). В Российском флоте получил название в честь офицера канонерской лодки «Кореец», погибшего в бою (1900 г.).

## Строительство
Осенью 1896 года заказан правительством Китая германской фирме «Шихау» вместе с тремя однотипными кораблями («Хай Лун», «Хай Цин», «Хай Си»). Строительство начато в 1897 году, заводской № 611. Это были четыре больших миноносца с очень высокой контрактной скоростью — 30 узлов. Немцы решили во что бы то ни стало побить мировой рекорд скорости, принадлежавший в то время французскому миноносцу «Форбан» (31,03 узла). При проектировании истребителей типа «Хай-Лун» («Морской дракон») инженеры германской фирмы увеличили отношение длины корпуса к ширине, ещё больше облегчили конструкцию, предусмотрели форсировку котлов. Миноносец спустили на воду в 1898 году, и после достройки провели испытания. На испытаниях все четыре показали высокую скорость, побив ранее поставленные рекорды. Китайские миноносцы с запасом угля 67 т развили скорость более 32 узлов, самый быстрый показал 33,6 узла. «Хай Хуа» был официально передан Китаю в 1899 году и отправлен на Дальний Восток своим ходом.

## Конструкция
Конструкция миноносца была типичной для миноносцев фирмы «Шихау» со всеми характерными конструктивными решениями — склепанный корпус из оцинкованной стали, разделённый на девять водонепроницаемых отсеков. Каждая вертикальная трехцилиндровая машина тройного расширения с четырьмя водотрубными котлами системы Торникрофта размещалась в собственном отделении. Рабочее давление пара составляло 12 атм, а форсированное 16 атм. Движителем являлись бронзовые гребные винты диаметром 1,85 метра. Электричество обеспечивала паровая динамо-машина мощностью 4 кВт.

## Служба

### В составе флота Империи Цин
Миноносец прибыл в Китай к началу восстания «боксёров» и поставлен для защиты фортов Таку.
4 июня 1900 года корабли «Гиляк», «Фэйм» и «Уайтинг» объединённого флота выдвинулись на рейд Таку, где стояли китайские миноносцы «Хай Лун», «Хай Цин», «Хай Си» и «Хай Хуа». Так как корабли стояли на ремонте и были не готовы к бою, а цинские моряки после того, как в перестрелке были убиты командир миноносца «Хай-Хуа» и несколько матросов, просто сдались, то английскому десанту под командованием лейтенанта Роджера Кийза не составило труда захватить миноносцы. Союзники отвели захваченные корабли к Тангу, где их все переименовали в «Таку» и поделили между британцами, русскими, французами и немцами. При дележе «Хай Хуа» 7 июня 1900 года отошёл к России.

### В составе флота Российской Империи
Команду миноносца сформировали из офицеров и матросов с других кораблей эскадры, и после исправления незначительных повреждений, 14 июня 1900 года на «Таку» был поднят Андреевский флаг и корабль вступил кампанию. На испытаниях миноносец легко держал 28-узловой ход в течение 8 часов, что делало его самым быстроходным кораблём — участником русско-японской войны.
27 января 1901 года миноносец получил название «Лейтенант Бураков», в честь артиллерийского офицера канонерской лодки «Кореец» Буракова Евгения Николаевича (1874—1900), погибшего в бою при взятии фортов Таку 4 июня 1900 года.
В начале Русско-японской войны миноносец был отремонтирован и перевооружён. Включён в состав Первой эскадры флота Тихого океана. За время кампаний активно использовался в качестве сторожевого корабля в Порт-Артуре и, являясь самым быстроходным кораблем Порт-Артурской эскадры служил посыльным судном, дважды прорывал блокаду Порт-Артура и доставлял документы в Инкоу и Чифу по заданию командования.
Для усиления артиллерии фортов Порт-Артура и подготовке к обороне, согласно приказу № 78 от 8 мая 1904 года командующего эскадрой Тихого океана, матросы с крейсера 2-го ранга «Забияка» сняли с «Лейтенанта Буракова» пять 47-мм орудий и установили по два орудия на форте № 2 и на укреплении № 4, а также одно на укреплении № 3.
Ночью 20 июня 1904 года штурманский офицер Е. С. Гернет без помощи лоцмана провёл миноносец мимо блокирующих Порт-Артур японских кораблей и доставил адъютанта графа Н. И. Гантимурова с важным донесением в Чифу, за что последний 21 июня 1904 года получил Орден Святой Анны 3-й степени с бантом и мечами. Днём миноносец благополучно вернулся.
23 июля 1904 года «Лейтенант Бураков» и «Боевой» находились в бухте Тахэ на плановом дежурстве при обороне Порт-Артура. Оба миноносца были атакованы и сильно повреждены японскими минными катерами с эскадренных броненосцев «Микаса» и «Фудзи». Одна торпеда ударила в борт «Лейтенанта Буракова» в районе машинного отделения, при взрыве на корабле убило двоих и ранило четверых человек, а также затопило машинное отделение, вследствие чего корабль лишился хода. Миноносец «Грозовой» начал буксировку к берегу тяжело повреждённого миноносца, но зацепив грунт винтами погнул гребные валы и тоже потерял ход. Далее «Лейтенант Бураков» был выброшен на отмель, а во время отлива корпус переломился пополам. Перед занятием бухты Тахэ японцами с «Лейтенанта Буракова» сняли ценные вещи и вооружение, а остов миноносца взорвали 29 июля.

## Известные люди, служившие на корабле

### Командиры
- 24.12.1901—01.01.1903 лейтенант Корнильев, Александр Алексеевич
- 6.02.1904 - 18.03.1904 капитан-лейтенант Дмитриев, Аполлон Аполлонович
- 12.04.1904—17.07.1904 лейтенант Долгобородов, Сергей Степанович, Георгиевский кавалер.

### Другие должности
- Зверев Василий Васильевич в 1901—1903 годах в должности помощника старшего инженера-механика корабля участвовал в военных действиях в Китае и штурме фортов Дагу. Награждён серебряной медалью «За поход в Китай»[7].
- мичман Колчак Александр Александрович — участвовал в обороне Порт-Артура, награждён орденом Св. Анны 4 степени «за отличную распорядительность и мужество».